# カルロ・カーヴァ
カルロ・カーヴァ（Carlo Cava, 1928年8月16日 - 2018年9月1日）は、イタリアのバス歌手。
アスコリ・ピチェーノ出身。当初はローマ大学で化学を専攻していたが、1955年にスポレート声楽コンクールで優勝し、当地でのジョアキーノ・ロッシーニの《アルジェのイタリア女》の上演に参加して初舞台を踏んだ。1959年にはアムステルダムのオランダ歌劇場に客演し、同年よりミラノのスカラ座に出演するようになった。1961年から1965年までグラインドボーン音楽祭に出演し、1966年からフィレンツェ五月音楽祭に参加した。
日本にもデビュー直後の1956年の第1次NHKイタリア歌劇団公演に参加し、『アイーダ』、『フィガロの結婚』、『トスカ』などで歌っている。
2018年、自宅で転倒した怪我がもとでヴィテルボの病院にて死去。

## 注
1. ↑  アーカイブ 2019年9月9日 - ウェイバックマシン
2. ↑  アーカイブ 2019年9月9日 - ウェイバックマシン
3. ↑  アーカイブ 2019年9月9日 - ウェイバックマシン

| スタブアイコン | サブスタブ | この項目は、まだ閲覧者の調べものの参照としては役立たない、人物に関連した書きかけの項目です。この項目を加筆・訂正などしてくださる協力者を求めています（P:人物伝/PJ:人物伝）。 |